# 梶川一秀
梶川 一秀（かじかわ かずひで、天文7年（1538年） - 天正7年（1579年）9月）は、戦国時代の武将。梶川高秀の弟。子に梶川秀利、梶川分勝。通称七郎右衛門。

## 略歴
織田信長に仕え、尾張国端成城に住む。永禄3年（1560年）桶狭間の戦いで今川義元を攻める際、中島砦において交戦し軍功を立てたため 、鳴海に300貫の地を与えられた。
天正7年（1579年）、荒木村重の伊丹城を攻める際に討死（有岡城の戦い）。享年42。法名浄真。